# Sikorsky X2
El Sikorsky X2 es un prototipo de helicóptero híbrido de alta velocidad. Cuenta con una doble cabina, un diseño de cuádruple de hélices y seis aspas de apoyo en la parte posterior. Gracias a todo este sistema de propulsión, alcanza una velocidad crucero de 460 kilómetros por hora.

## Especificaciones

### Características generales
- Tripulación: 2
- Diámetro del rotor: 26,4 metros
- Área de disco: 548 m²
- Peso máximo al despegue: 3.600 kg.

### Rendimiento
- Velocidad máxima: 260 nudos (481 km/h.)
- Velocidad de crucero: 250 nudos (460 km/h.)
- Rango: 702 nmi (1300km.)

### Desarrollos relacionados
- Sikorsky S-69
- Sikorsky S-97

### Aeronaves similares
- Eurocopter X3
- Lockheed AH-56 Cheyenne
- Kamov Ka-50
- Piasecki X-49